# Hypercompe pseudomus
Hypercompe pseudomus är en fjärilsart som beskrevs av Rothschild. Hypercompe pseudomus ingår i släktet Hypercompe och familjen björnspinnare. Inga underarter finns listade i Catalogue of Life.